# 张继焦
张继焦（1966年2月—），男，汉族，海南海口人，中华人民共和国政治人物。现任中国社会科学院民族学与人类学研究所社会研究室主任，研究员，博士生导师。第十四届全国政协委员。